# Clorossoma
Os clorossomos são estruturas especializadas presentes em algumas bactérias fotossintetizantes, como as bactérias verdes do enxofre, que funcionam como complexos de captação de luz. Localizados logo abaixo da membrana plasmática, esses organelos extracelulares não possuem membrana própria, mas contêm pigmentos como bacterioclorofila e carotenóides, permitindo que essas bactérias absorvam eficientemente a luz mesmo em ambientes com baixa luminosidade. Dessa forma, os clorossomos são essenciais para a fotossíntese bacteriana, aumentando a capacidade energética dessas bactérias em condições desfavoráveis de luz.

## Lista de espécies bacterianas que contêm clorossomas
- Chlorobiaceae
  - Chlorobium limicola
  - Chlorobium phaeobacteroides
  - Chlorobium phaeovibrioides
  - Chlorobium vibrioforme
  - Chlorobium tepidum
  - Pelodictyon lutoleum
  - Prostecochloris aestuarii
- Chloroflexaceae
  - Chloroflexus aurantiacus
  - Chloroflexus aggregans
  - Chloronema giganteum
- Oscillochloridaceae
  - Oscillochloris trichoides
- Acidobacteriaceae
  - Chloracidobacterium thermophilum[2]